# Selenga
Selenga (mongolsky Сэлэнгэ мөрөн, rusky Селенга) je řeka v Mongolsku (Chövsgölský, Bulganský, Selengský ajmag) a v Burjatské republice v Rusku. Je 1024 km dlouhá od pramene zdrojnice Iderín gol (409 km dolního toku je v Rusku). Povodí má rozlohu 447 000 km². Řeka je součástí říčního systému Jenisej, Angara, Selenga a tvoří jeho nejdelší zdrojnici. Celý tok měří 5539 km, což jej řadí na páté místo mezi nejdelšími řekami světa.

## Průběh toku
Vzniká soutokem Iderín golu a Delger mörönu v severní části Mongolska. Je převážně rovinnou řekou, která teče střídavě v zúžené dolině (1 až 2 km) a v širokém údolí (20 až 25 km), kde se rozděluje na průtoky. Ústí do jezera Bajkal, přičemž vytváří rozsáhlou deltu o rozloze 680 km². Je největší řekou, která se do jezera vlévá a tvoří přibližně polovinu celkového přítoku do něj.

### Hlavní přítoky
- Mongolsko
  - zleva – Delger mörön (zdrojnice), Egín gol
  - zprava – Iderín gol (zdrojnice), Orchon gol, Chanuj gol
- Rusko
  - zleva – Džida, Těmnik
  - zprava – Čikoj, Chilok, Uda

## Vodní režim
Na jaře se obvykle mírně zvýší vodní stav. K dešťovým povodním dochází v létě a na podzim. V zimě je stav vody nejnižší. Průměrný roční průtok vody na mongolsko-ruské hranici činí 310 m³/s a ve vzdálenosti 127 km od ústí činí 935 m³/s. Zamrzá v listopadu a rozmrzá v dubnu.

## Využití
Nejvýznamnější města podél toku jsou Süchbátar (Mongolsko), Ulán-Ude, Selenginsk (Rusko). Vodní doprava je možná do Süchbátaru.

## Fotogalerie

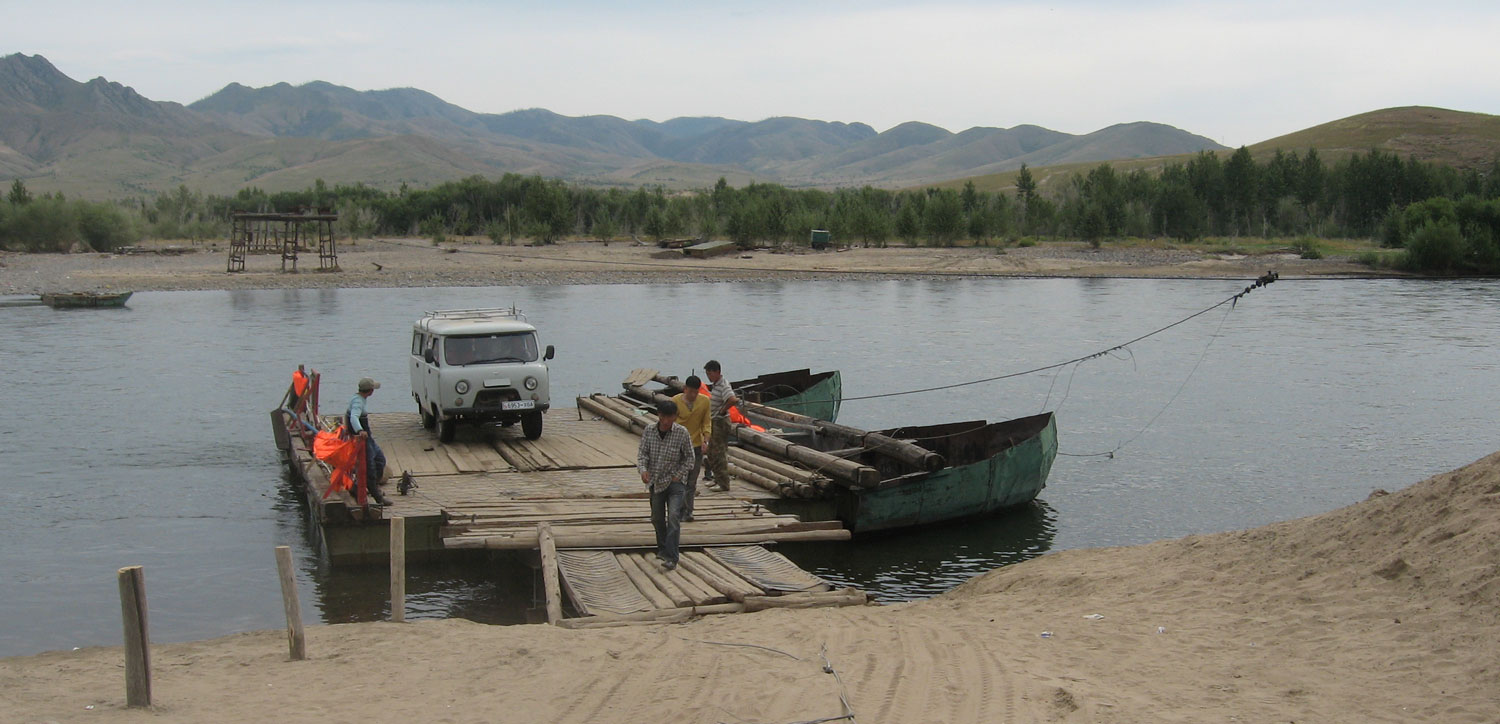
Převoz přes Selengu v Mongolsku
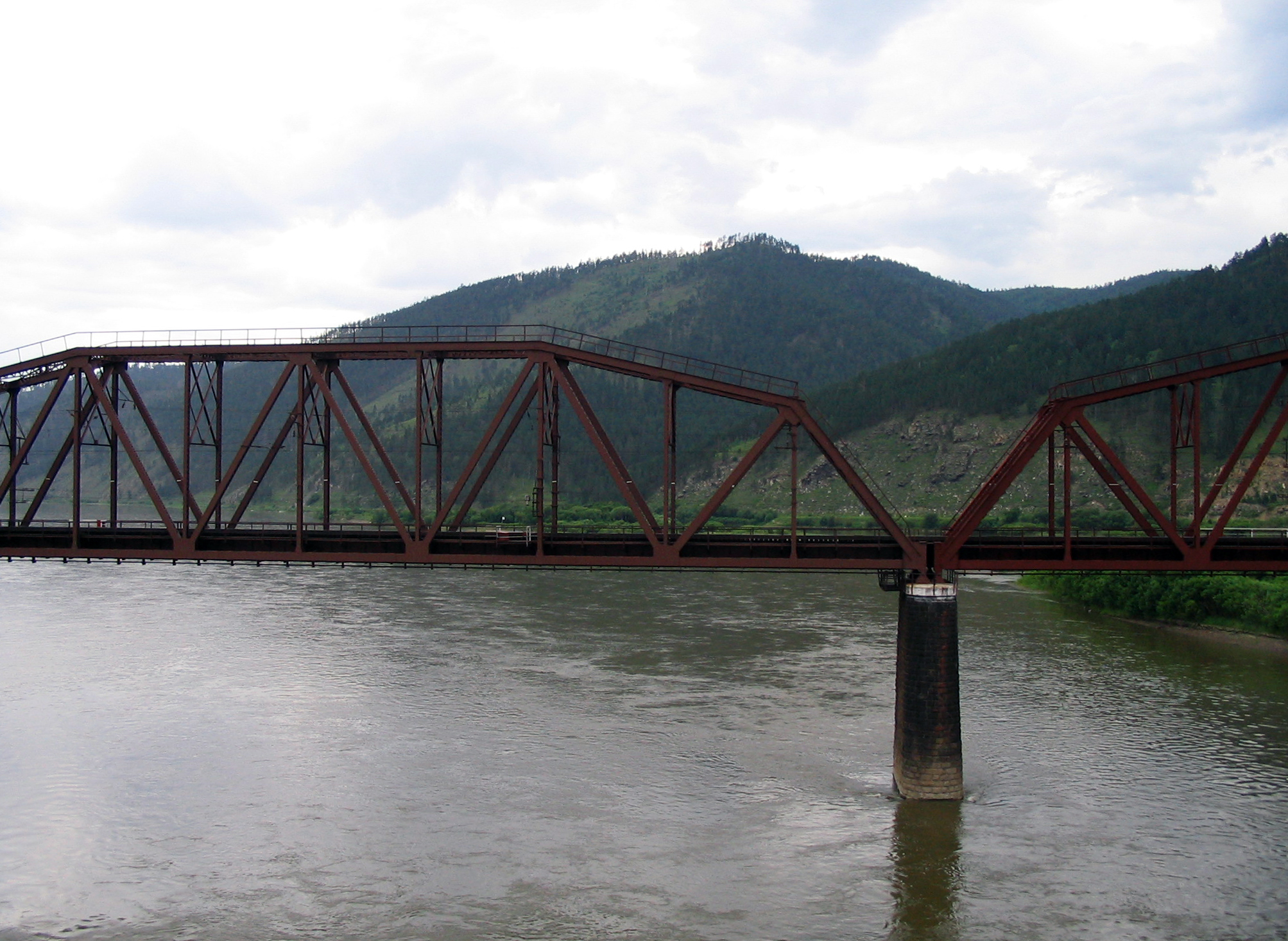
Most přes Selengu poblíž Ulán-Ude
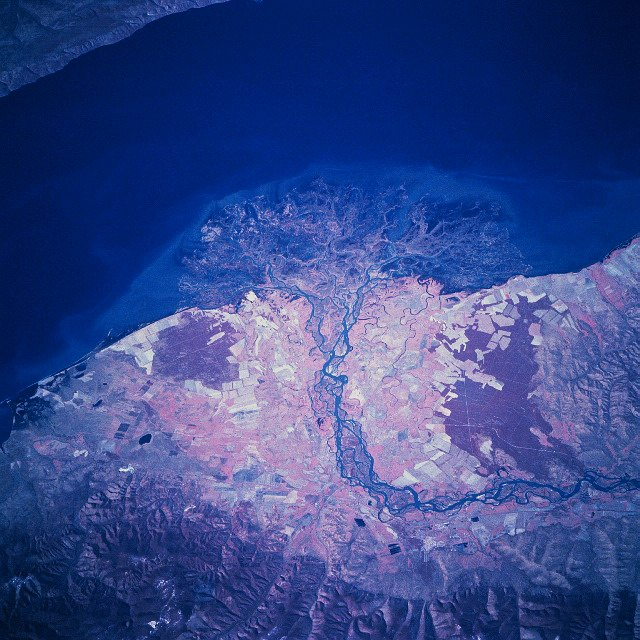
delta řeky